# Kyle Kelly
Kyle Kelly (Northampton, 16 ottobre 2005) è un calciatore nevisiano, centrocampista del Liverpool e della nazionale nevisiana.

## Caratteristiche tecniche
Kelly è un centrocampista mancino, in grado di agire da mediano, difensore centrale o terzino sinistro.

## Carriera

### Club
Nel 2018 viene tesserato dal Liverpool, che lo aggrega al proprio settore giovanile.

### Nazionale
Esordisce con la nazionale nevisiana il 20 marzo 2024 in un'amichevole vinta 1-3 contro il San Marino.

## Statistiche

### Presenze e reti nei club
Statistiche aggiornate al 24 settembre 2024.
| Stagione        | Squadra         | Campionato      | Campionato | Campionato | Coppe nazionali | Coppe nazionali | Coppe nazionali | Coppe continentali | Coppe continentali | Coppe continentali | Altre coppe | Altre coppe | Altre coppe | Totale | Totale |
| Stagione        | Squadra         | Comp            | Pres       | Reti       | Comp            | Pres            | Reti            | Comp               | Pres               | Reti               | Comp        | Pres        | Reti        | Pres   | Reti   |
| --------------- | --------------- | --------------- | ---------- | ---------- | --------------- | --------------- | --------------- | ------------------ | ------------------ | ------------------ | ----------- | ----------- | ----------- | ------ | ------ |
| 2024-2025       | Liverpool U-21  | -               | -          | -          | -               | -               | -               | -                  | -                  | -                  | FLT         | 2           | 0           | 2      | 0      |
| Totale carriera | Totale carriera | Totale carriera | 0          | 0          |                 | -               | -               |                    | -                  | -                  |             | 2           | 0           | 2      | 0      |

### Cronologia presenze e reti in nazionale
| Cronologia completa delle presenze e delle reti in nazionale ― Saint Kitts e Nevis | Cronologia completa delle presenze e delle reti in nazionale ― Saint Kitts e Nevis | Cronologia completa delle presenze e delle reti in nazionale ― Saint Kitts e Nevis | Cronologia completa delle presenze e delle reti in nazionale ― Saint Kitts e Nevis | Cronologia completa delle presenze e delle reti in nazionale ― Saint Kitts e Nevis | Cronologia completa delle presenze e delle reti in nazionale ― Saint Kitts e Nevis | Cronologia completa delle presenze e delle reti in nazionale ― Saint Kitts e Nevis | Cronologia completa delle presenze e delle reti in nazionale ― Saint Kitts e Nevis |
| Data                                                                               | Città                                                                              | In casa                                                                            | Risultato                                                                          | Ospiti                                                                             | Competizione                                                                       | Reti                                                                               | Note                                                                               |
| ---------------------------------------------------------------------------------- | ---------------------------------------------------------------------------------- | ---------------------------------------------------------------------------------- | ---------------------------------------------------------------------------------- | ---------------------------------------------------------------------------------- | ---------------------------------------------------------------------------------- | ---------------------------------------------------------------------------------- | ---------------------------------------------------------------------------------- |
| 20-3-2024                                                                          | Serravalle                                                                         | San Marino                                                                         | 1 – 3                                                                              | Saint Kitts e Nevis                                                                | Amichevole                                                                         | -                                                                                  | 81’                                                                                |
| 24-3-2024                                                                          | Serravalle                                                                         | San Marino                                                                         | 0 – 0                                                                              | Saint Kitts e Nevis                                                                | Amichevole                                                                         | -                                                                                  | 90+3’                                                                              |
| 7-9-2024                                                                           | George Town                                                                        | Isole Cayman                                                                       | 1 – 4                                                                              | Saint Kitts e Nevis                                                                | CONCACAF Nations League 2024-2025 - 1º turno                                       | -                                                                                  | 63’                                                                                |
| 10-9-2024                                                                          | George Town                                                                        | Saint Kitts e Nevis                                                                | 2 – 0                                                                              | Isole Vergini Britanniche                                                          | CONCACAF Nations League 2024-2025 - 1º turno                                       | -                                                                                  | 58’                                                                                |
| 9-10-2024                                                                          | Basseterre                                                                         | Isole Vergini Britanniche                                                          | 1 – 3                                                                              | Saint Kitts e Nevis                                                                | CONCACAF Nations League 2024-2025 - 1º turno                                       | -                                                                                  | 73’                                                                                |
| 15-10-2024                                                                         | Basseterre                                                                         | Saint Kitts e Nevis                                                                | 1 – 1                                                                              | Isole Cayman                                                                       | CONCACAF Nations League 2024-2025 - 1º turno                                       | -                                                                                  | 57’                                                                                |
| Totale                                                                             |                                                                                    | Presenze                                                                           | 6                                                                                  |                                                                                    | Reti                                                                               | 0                                                                                  |                                                                                    |